# Gouyave River
Gouyave River är ett vattendrag i Grenada.   Det ligger i parishen Saint John, i den nordvästra delen av landet, 11 km norr om huvudstaden Saint George's. Gouyave River ligger på ön Grenada.